# Chilothorax dobrovljanskyi
Chilothorax dobrovljanskyi är en skalbaggsart som beskrevs av Koshantschikov 1913. Chilothorax dobrovljanskyi ingår i släktet Chilothorax och familjen Aphodiidae. Inga underarter finns listade i Catalogue of Life.